# Emmanuel Michon
Pour les articles homonymes, voir Michon.
Emmanuel Michon, né le 9 mai 1955 à Suresnes, est un patineur de vitesse français.
Aux Jeux olympiques de 1976 à Innsbruck, il termine dix-neuvième sur 500 mètres et dix-septième sur 1 000 mètres, tandis qu'aux Jeux olympiques de 1980 à Lake Placid, il termine vingt-et-unième sur 500 mètres et dix-huitième sur 1 000 mètres.
Il est sacré champion de France de patinage de vitesse sur piste courte en 1981, 1986 et 1987.